# Mare Vaporum

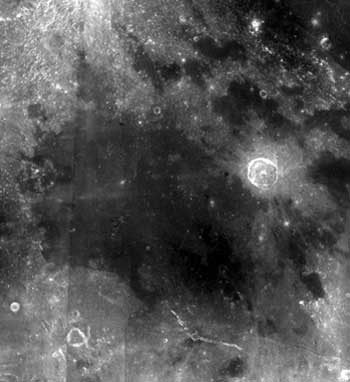
Mare Vaporum. Jasný objekt napravo uprostřed je kráter Manilius.

Poloha Mare Vaporum a ostatních moří.

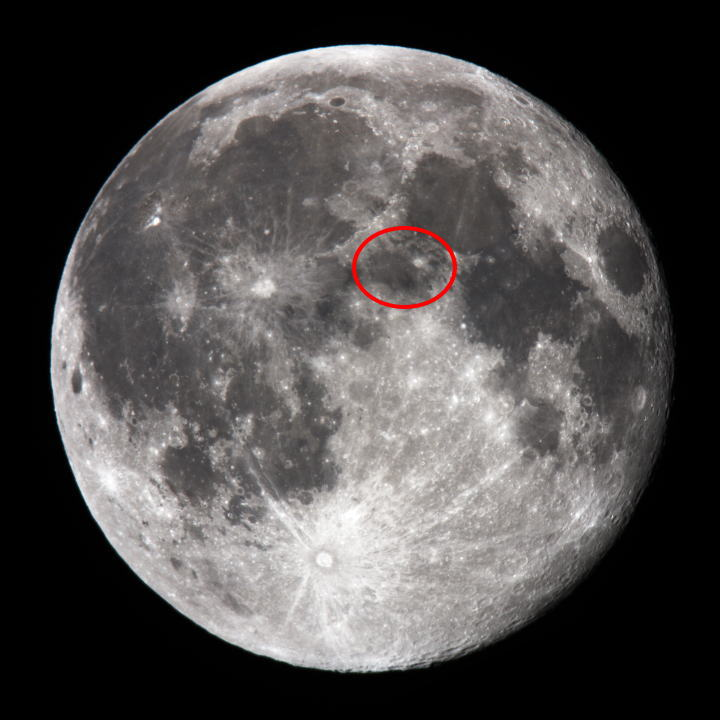
Poloha Mare Vaporum.

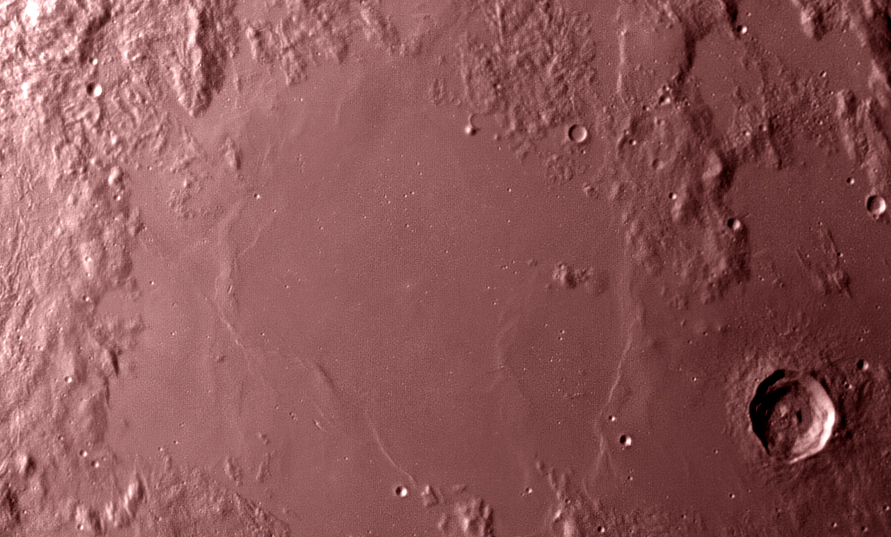
Mare Vaporum. Kráter v pravém dolním rohu je Manilius.

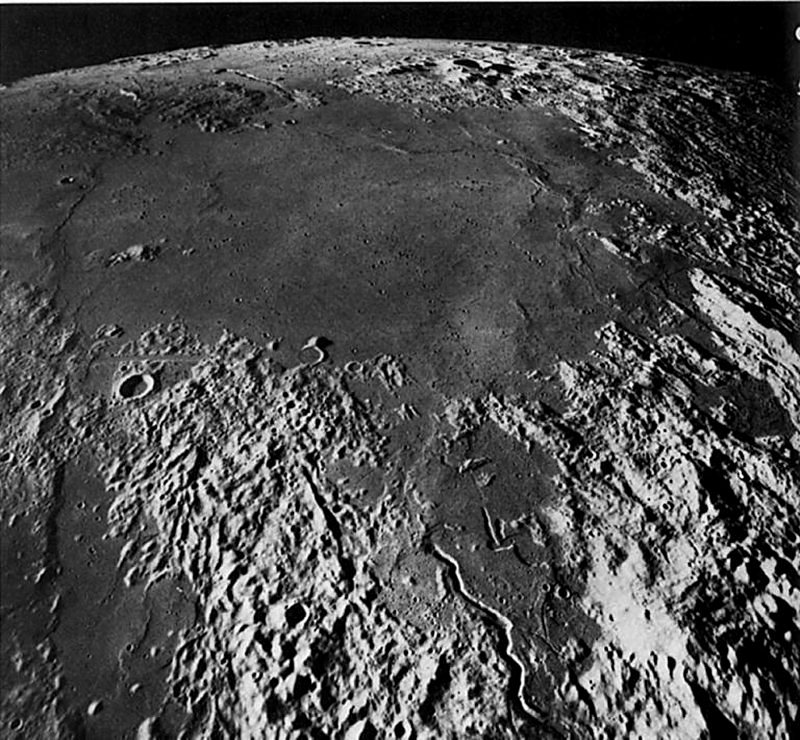
Mare Vaporum z měsíční oběžné dráhy.

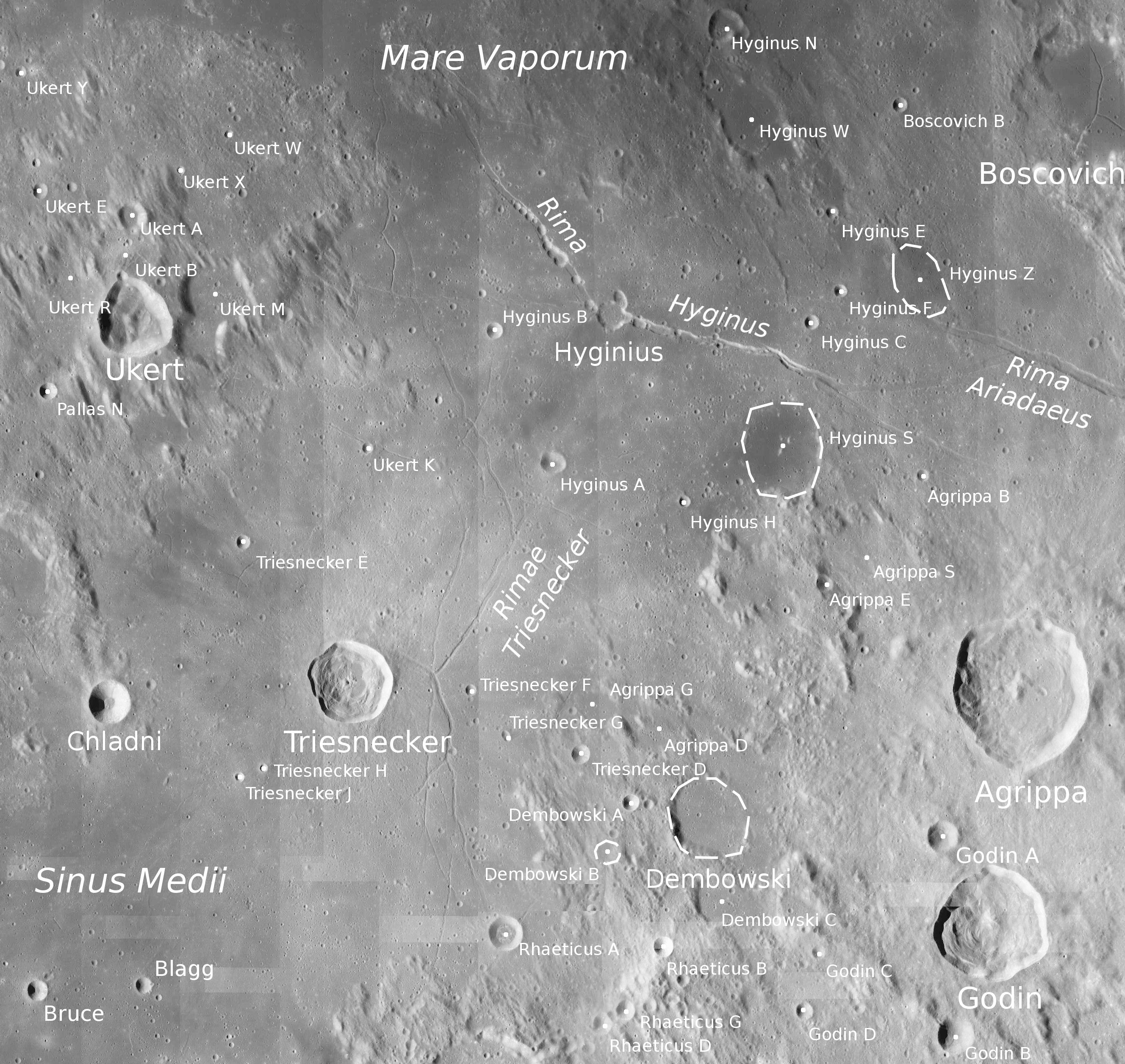
Jižní část Mare Vaporum a brázda Rima Hyginus.

Mare Vaporum (česky Moře par) je malé měsíční moře přibližně okrouhlého tvaru s průměrem kolem 245 km a rozlohou cca 55 000 km² rozkládající se na přivrácené straně Měsíce, severně od Sinus Medii (Záliv středu) a východně od Sinus Aestuum (Záliv veder). Ze severu je obklopeno pohořími, na severozápadě Montes Apenninus (Apeniny) a severovýchodně Montes Haemus. Na východě vyniká kráter Manilius s terasovitými valy a středovým pohořím. Na jihu se táhne mělká brázda Rima Hyginus (délka přibližně 220 km).

## Pojmenování
Mare Vaporum pojmenoval (stejně jako většinu ostatních měsíčních moří) italský astronom Giovanni Battista Riccioli, jehož nomenklatura z roku 1651 se stala standardem.